# Henri Lorillot
Henri Lorillot, né le 18 août 1901 à Bourges et mort le 3 juin 1985 à Saint-Mandé, est un militaire français, chef d'état-major de l'armée de terre du 17 mai 1956 au 30 juin 1958 et chef d'état-major des armées française du 17 mai au 8 juin 1958.

## Carrière militaire
Henri Lorillot est formé à École spéciale militaire de Saint-Cyr dans la 105e promotion (1919-1921), la "Promotion de la Garde au Rhin". Il effectue ensuite sa carrière dans la Légion étrangère.
Pendant la guerre d'Algérie, en 1955, il est appelé au commandement de la région militaire d'Alger.
En 1956, il est nommé chef d'état-major de l'armée de terre et élevé au grade de général d'armée l'année suivante.
Il est nommé chef d'état-major de l'armée de terre en remplacement du général Paul Ély, démissionnaire le 18 mai 1958 sous la quatrième république, et est remplacé par le général de Gaulle quelques jours après le retour de ce dernier au pouvoir,.

## Décorations
- Grand-croix de la Légion d'honneur[2].